# Oh! Carol
Oh! Carol è un singolo del cantante Neil Sedaka scritta con Howard Greenfield, pubblicato su 45 giri dall'etichetta discografica RCA Victor nel 1959.
Il lato B è One Way Ticket scritto da Jack Keller e Hank Hunter ed arriva in prima posizione in Giappone.

## Successo e classifiche
Oh! Carol (dedicato a Carole King) nel gennaio 1960 raggiunge la prima posizione in Italia e ci rimane per 11 settimane ed in Olanda per nove settimane, e nelle Fiandre in Belgio ed in nona nella Billboard Hot 100 ed in Norvegia.
Nel 1961 Oh! Carol e One Way Ticket vengono inclusi nell'album Neil Sedaka Sings Little Devil and His Other Hits.